# قزل‌قازما، خیزی
قزل‌قازما (به ترکی آذربایجانی: Qızılqazma) یک منطقه مسکونی در جمهوری آذربایجان است که در شهرستان خیزی واقع شده است.